# Posse de Jair Bolsonaro
Jair Bolsonaro e Hamilton Mourão tomaram posse como 38.º presidente do Brasil e 25.º vice-presidente do Brasil, respectivamente, no dia 1.º de janeiro de 2019, em cerimônia realizada no Congresso Nacional em Brasília, dando início ao governo Jair Bolsonaro.

## Planejamento
A posse de Bolsonaro teve o maior reforço de segurança na história das posses, contando com cerca de 46 policiais federais fez a segurança aproximada do presidente. Mísseis antiaéreos guiados a laser faziam parte da estrutura de segurança. O espaço aéreo foi fechado num raio de sete quilômetros. Vinte caças da FAB ficaram em lugares estratégicos.

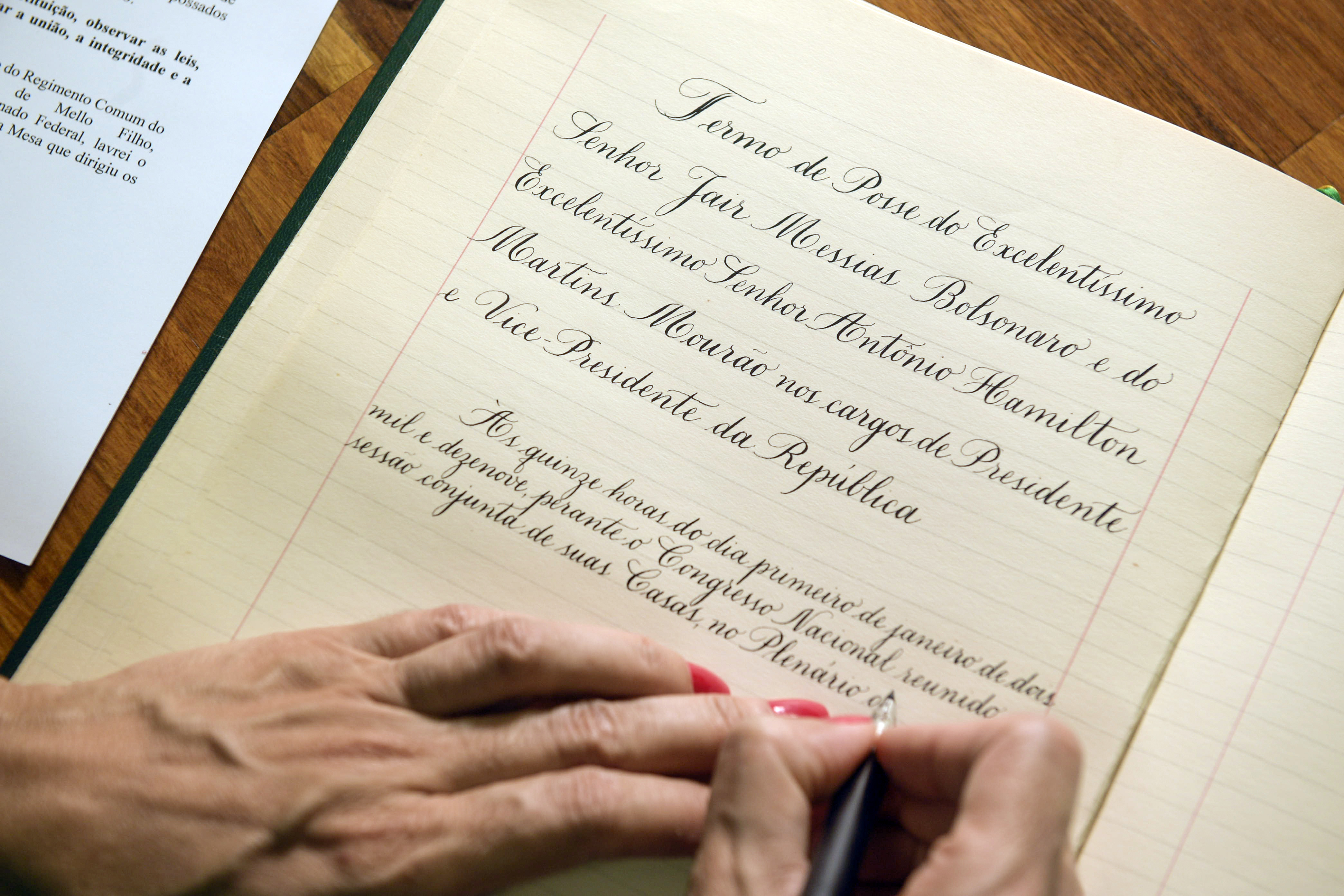
Confecção do termo de posse no Livro de Posse Presidencial do Brasil, que foi assinado por Bolsonaro e Mourão.

Seis mil agentes fizeram a segurança da posse: Polícia Federal, Polícia Militar, Força Nacional, guarda presidencial. A Força Aérea Brasileira (FAB) deslocou vinte aeronaves F-5E e A-29 Super Tucano para fiscalizar e proteger o espaço aéreo dentro de um raio de 130 quilômetros do Congresso Nacional, além da utilização de dois mísseis teleguiados a laser. O presidente Michel Temer assinou um decreto no dia 28 de dezembro de 2018 autorizando a FAB a abater qualquer aeronave que considere suspeita ou que não obedeça as recomendações do controle de tráfego aéreo em todo território nacional, incluindo veículos aéreos não tripulados.
Diferentemente das últimas posses, os jornalistas não tiveram acesso livre aos locais das cerimônias, tendo que permanecer somente nos locais definidos pela organização do evento. Na Esplanada dos Ministérios, o trânsito de veículos foi proibido no dia 29 de dezembro e de pedestres na tarde do dia 31 de dezembro. A Secretaria de Estado de Segurança Pública do Distrito Federal divulgou uma lista de objetos que não poderiam entrar na cerimônia de posse na Esplanada, proibindo a entrada de bebidas alcoólicas, garrafas, guarda-chuva, fogos de artifício, apontadores laser, animais, mochilas e bolsas, sprays, máscaras, produtos inflamáveis, armas de fogo, objetos cortantes, drones e carrinhos de bebê.

## Programação

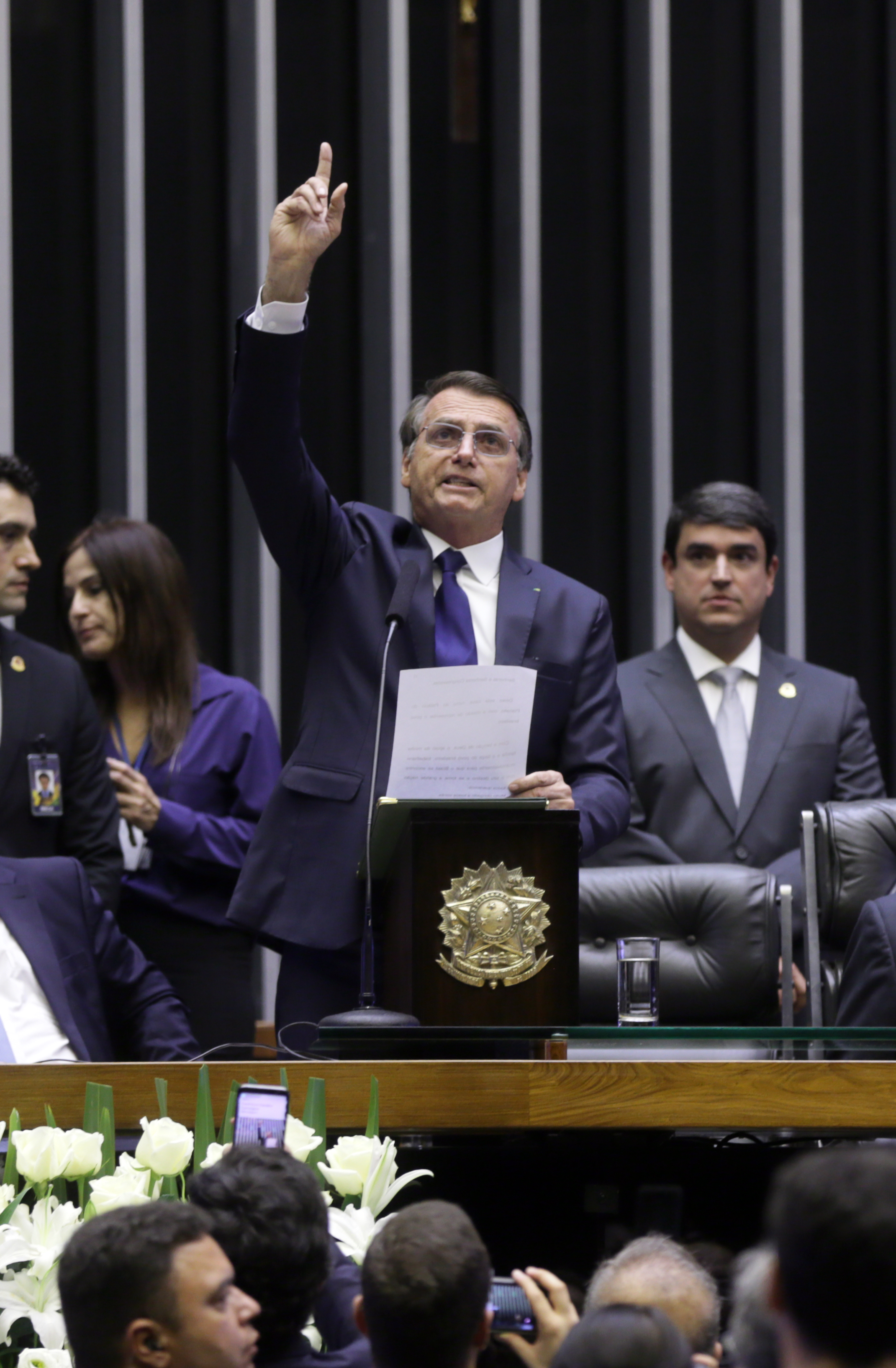
Bolsonaro faz seu discurso de posse perante o congresso

A cerimônia de posse iniciou-se às 14h30, quando Jair Bolsonaro e sua esposa Michelle Bolsonaro deixaram a Granja do Torto em direção a Catedral Metropolitana. Ao deixarem residência oficial, dezenas de apoiadores o aguardavam na portaria, com bandeiras do Brasil e camisas nas cores verde e amarela. O comboio chegou à Catedral de Brasília cerca de dez minutos depois; lá, encontraram Hamilton Mourão e sua esposa, Paula Mourão, e seguiram juntos ao Congresso Nacional.  

Durante o desfile, Bolsonaro e Michelle acenaram ao público. Um dos filhos do presidente, Carlos Bolsonaro, ficou com o casal no tradicional Rolls-Royce Silver Wraith presidencial. Carlos é vereador do Rio de Janeiro e ficou sentado na parte de trás do veículo. No início do desfile, o carro oficial teve de reduzir a velocidade porque um dos cavalos dos Dragões da Independência se chocou com outro e teve de ser controlado pelo militar que estava montado nele.

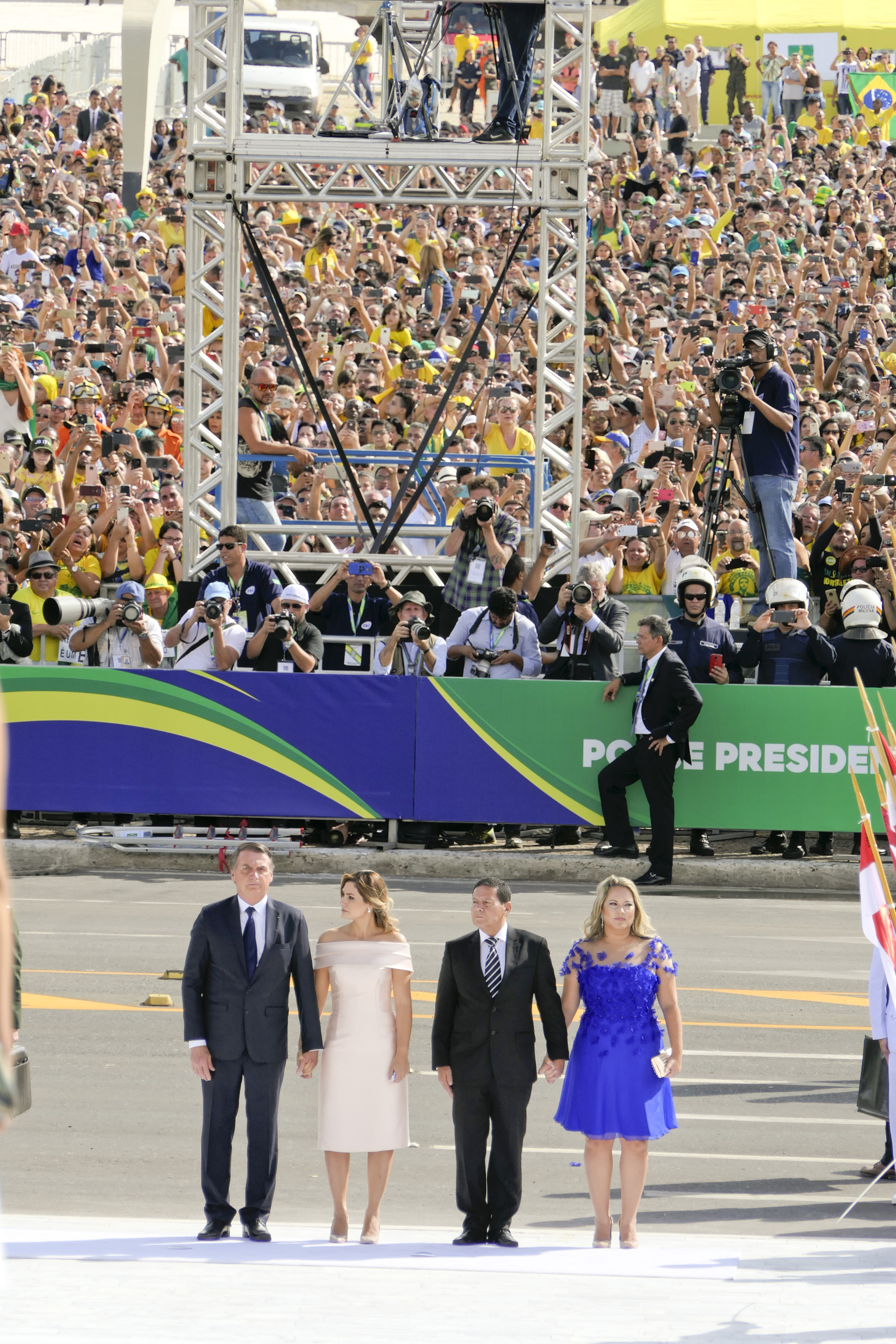
O presidente Jair Bolsonaro e a primeira-dama Michelle Bolsonaro ao lado do vice-presidente Hamilton Mourão e da segunda-dama Paula Mourão, posicionados para subir a rampa do Palácio do Planalto.

No Congresso Nacional, às 15h, foi iniciada a Sessão Solene de posse, presidida pelo presidente do Congresso Nacional Eunício Oliveira, empossando Bolsonaro e Mourão, frente aos deputados federais e senadores da 55.ª Legislatura, além de convidados. Após assinar o termo de posse, Bolsonaro fez o primeiro pronunciamento como novo chefe de Estado brasileiro.  
O primeiro discurso de Bolsonaro como presidente da República durou cerca de dez minutos. Às 16h, ao sair do Congresso Nacional, o Hino Nacional foi executado, uma salva de 21 tiros de canhão krupp 75MM foi efetuada, passando as tropas em revista e sendo oficialmente reconhecido como Comandante Supremo das Forças Armadas do Brasil.  
Logo após, foi iniciado o deslocamento ao Palácio do Planalto onde, às 16h30, Michel Temer fez a entrega da faixa presidencial a Bolsonaro. Temer não discursou e deixou o palácio em direção à Base Aérea de Brasília. Antes de Bolsonaro fazer o tradicional discurso no parlatório, a nova primeira-dama, Michelle Bolsonaro, fez um discurso inesperado em Libras, Michelle é engajada em causas de pessoas com deficiência. 
Já com a faixa de presidente da República, Bolsonaro fez o primeiro pronunciamento à nação. Durante o discurso de Bolsonaro, o público na Praça dos Três Poderes chamavam o presidente de "mito" e entoavam o grito "o capitão voltou". Neste momento, Bolsonaro aparentava estar emocionado. Após discursar no parlatório, o presidente Bolsonaro se dirigiu à área interna do Palácio do Planalto, onde recebeu cumprimentos de líderes internacionais e convidados. Entre os presentes estavam Mario Abdo Benítez (Paraguai), Tabaré Vázquez (Uruguai), Marcelo Rebelo de Sousa (Portugal), Sebastián Piñera (Chile) e Evo Morales (Bolívia). 
Uma das últimas etapas da cerimônia foi a posse dos novos Ministros de Estado do governo, que aconteceu às 17h30. Ao todo, Bolsonaro deu posse a 21 ministros. Para encerrar, às 18h30, houve uma recepção oferecida por Bolsonaro e sua esposa Michelle aos convidados no Palácio Itamaraty.

## Transmissão televisiva

### Cobertura de emissoras brasileiras

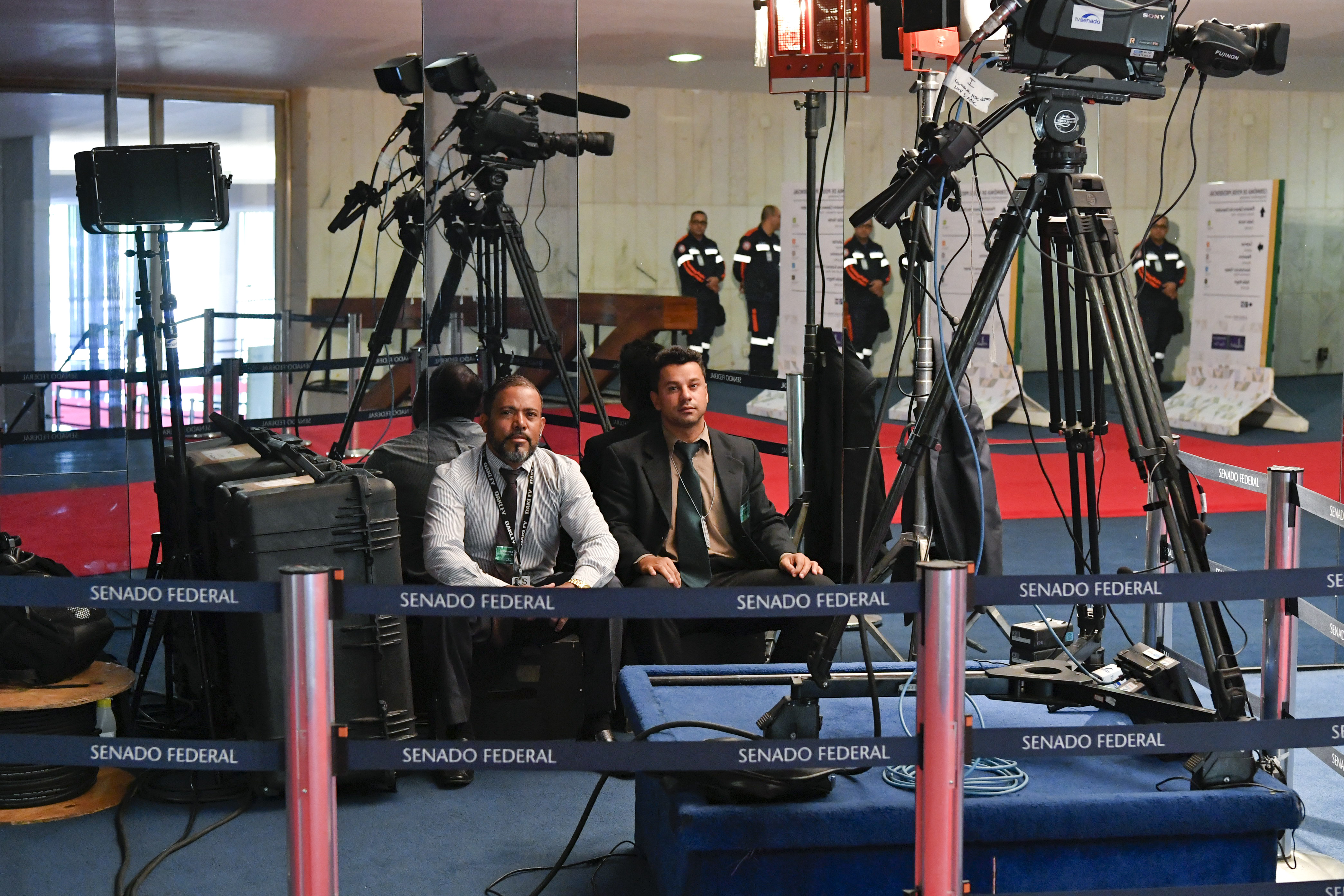
Espaço reservado para cobertura televisiva durante a solenidade de posse de Jair Bolsonaro e Hamilton Mourão.

Tradicionalmente, a transmissão televisiva das cerimônias foi coordenada e realizada pela Empresa Brasil de Comunicação (EBC), e retransmitida por onze canais, entre eles a TV NBR, TV Globo, GloboNews, RecordTV, SBT, RedeTV!, Rede Bandeirantes e BandNews TV.
A GloboNews fez a maior transmissão desta posse, ficando no ar cerca de 18 horas, a partir das seis horas do dia 1.º à zero hora do dia seguinte. Da capital do país para a casa dos brasileiros, a Globo montou um esquema especial e inédito, com repórteres trabalhando em mais de 20 pontos, ao vivo. Foram 45 equipes produzindo imagens nas ruas e ainda um pool de 11 emissoras. A cobertura contou com mais de 300 jornalistas e técnicos da Globo, GloboNews e G1.
A RecordTV mobilizou 111 profissionais durante a posse do presidente Jair Bolsonaro. Em Brasília foram destacados 94 profissionais para a transmissão, outros 13 colaboradores, entre repórteres, repórteres cinematográficos e produtores, foram deslocados de São Paulo para a capital do país, além de quatro profissionais de Brasília. Além das imagens do pool, a emissora contou com 13 equipamentos exclusivos de transmissão ao vivo, com repórteres posicionados em todos os pontos da cerimônia.
O SBT realizou a cobertura ao vivo e ininterrupta da cerimônia de posse do novo presidente, sendo ancorada pelo jornalista Carlos Nascimento, além do envolvimento de aproximadamente 50 profissionais entre repórteres, produtores, cinegrafistas e técnicos, contando ainda com câmeras exclusivas na Catedral Metropolitana, Congresso Nacional, Palácio do Planalto e no Itamaraty.

## Presença de líderes mundiais
Quarenta e seis delegações estrangeiras viajaram a Brasília para a cerimônia de posse do presidente.
No Palácio do Planalto, o presidente, o vice-presidente e o ministro das Relações Exteriores receberam os cumprimentos das pessoas seguintes:

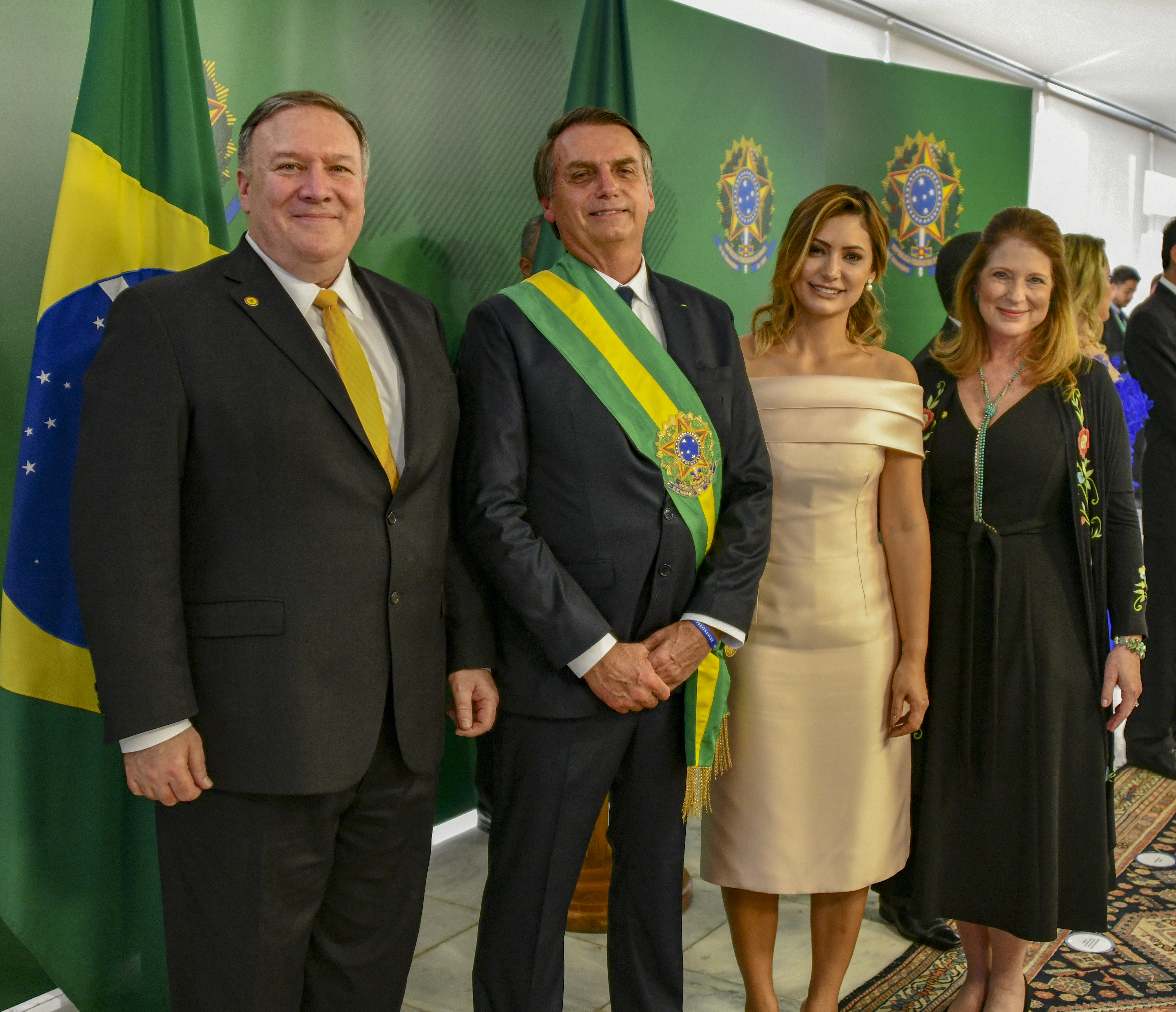
O presidente Jair Bolsonaro e a primeira-dama Michelle recebem o secretário de estado dos Estados Unidos, Mike Pompeo e sua esposa.

| América - Argentina: Jorge Faurie, ministro das relações exteriores e culto - Bolívia: Evo Morales, presidente - Chile: Sebastián Piñera, presidente - Colômbia: Marta Lucía Ramírez, vice-presidente - Equador: Otto Sonnenholzner, vice-presidente - Estados Unidos: Mike Pompeo, secretário de estado - Honduras: Juan Orlando Hernández, presidente - Guiana: Carl B. Greenidge, ministro dos negócios estrangeiros - Paraguai: Mario Abdo Benítez, presidente - Peru: Néstor Popolizio, ministro das relações exteriores - Suriname: Ashwin Adhin, vice-presidente - Uruguai: Tabaré Vázquez, presidente África - Angola: Manuel Augusto, ministro das relações exteriores - Cabo Verde: Jorge Carlos Fonseca, presidente - Guiné: Mamadi Touré, ministro dos negócios estrangeiros - Marrocos: Saadeddine Othmani, primeiro-ministro - São Tomé e Príncipe: Elsa Maria Teixeira, ministra dos negócios estrangeiros e comunidades Organizações internacionais - CPLP: Francisco Ribeiro Telles, secretário-executivo - OMC: Roberto Azevêdo, diretor-geral - OTCA: Alexandra Moreira López | Europa - Espanha: Ana Pastor Julián, presidente do Congresso dos Deputados - Hungria: Viktor Orbán, primeiro-ministro - Polónia: Jacek Czaputowicz, ministro dos negócios estrangeiros - Portugal: Marcelo Rebelo de Sousa, presidente - Rússia: Vyacheslav Volodin, presidente da Duma Federal - Sérvia: Ivica Dačić, vice-primeiro-ministro - Santa Sé: Dom Andres Carrascosa, legado do Papa Francisco (núncio apostólico no Equador) Ásia - Israel: Benjamin Netanyahu, primeiro-ministro |

Representantes da Venezuela, Cuba e Nicarágua não foram convidados para a cerimônia, devido ao não-alinhamento de Bolsonaro ao governo desses países.

## Presença de ex-presidentes
- 31.º Presidente do Brasil: José Sarney[17]
- 32.º Presidente do Brasil: Fernando Collor de Mello[18]

## Críticas

### Discurso

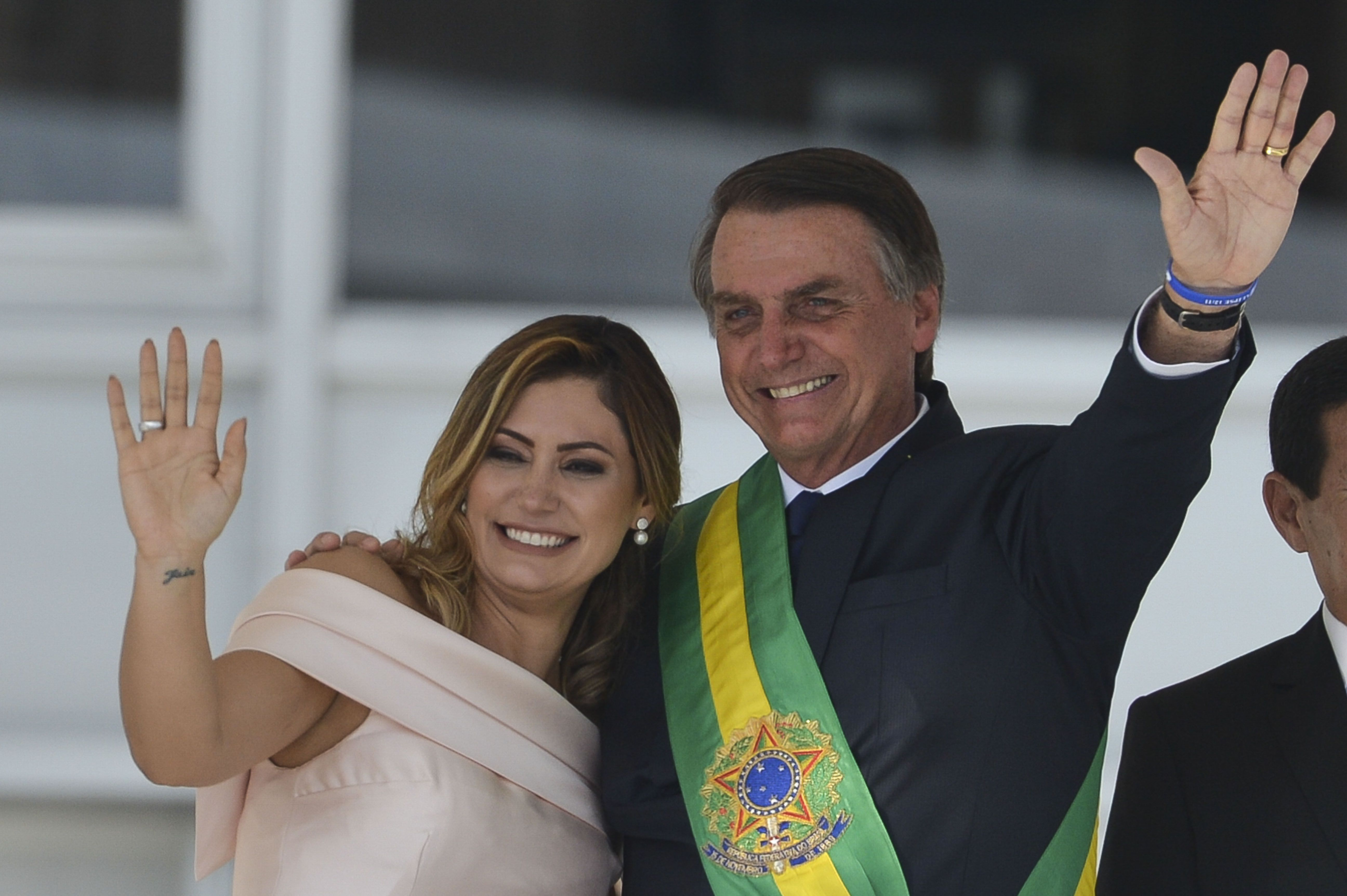
O presidente Jair Bolsonaro e a primeira-dama Michelle Bolsonaro, durante o discurso no parlatório do Palácio do Planalto.

O segundo discurso de Jair Bolsonaro, desta vez para seus eleitores do lado de fora, no parlatório, após o discurso mais formal dentro da Câmara de Deputados, repercutiu no mundo, sobretudo a sua fala, segurando uma bandeira do Brasil, a favor de uma "família tradicional", contra o que chamou de "politicamente correto" e de "ideologias nocivas" e de que a sua posse representaria "o dia em que o povo começou a se libertar do socialismo".
 

Os maiores e mais respeitados jornais internacionais, como os franceses Le Monde e Le Figaro, o britânico The Guardian, o italiano Corriere della Sera, o jornal estadunidense The New York Times e a emissora estadunidense CBS News destacaram tal momento e todos chamaram o presidente Jair Bolsonaro de "populista" de "extrema-direita".

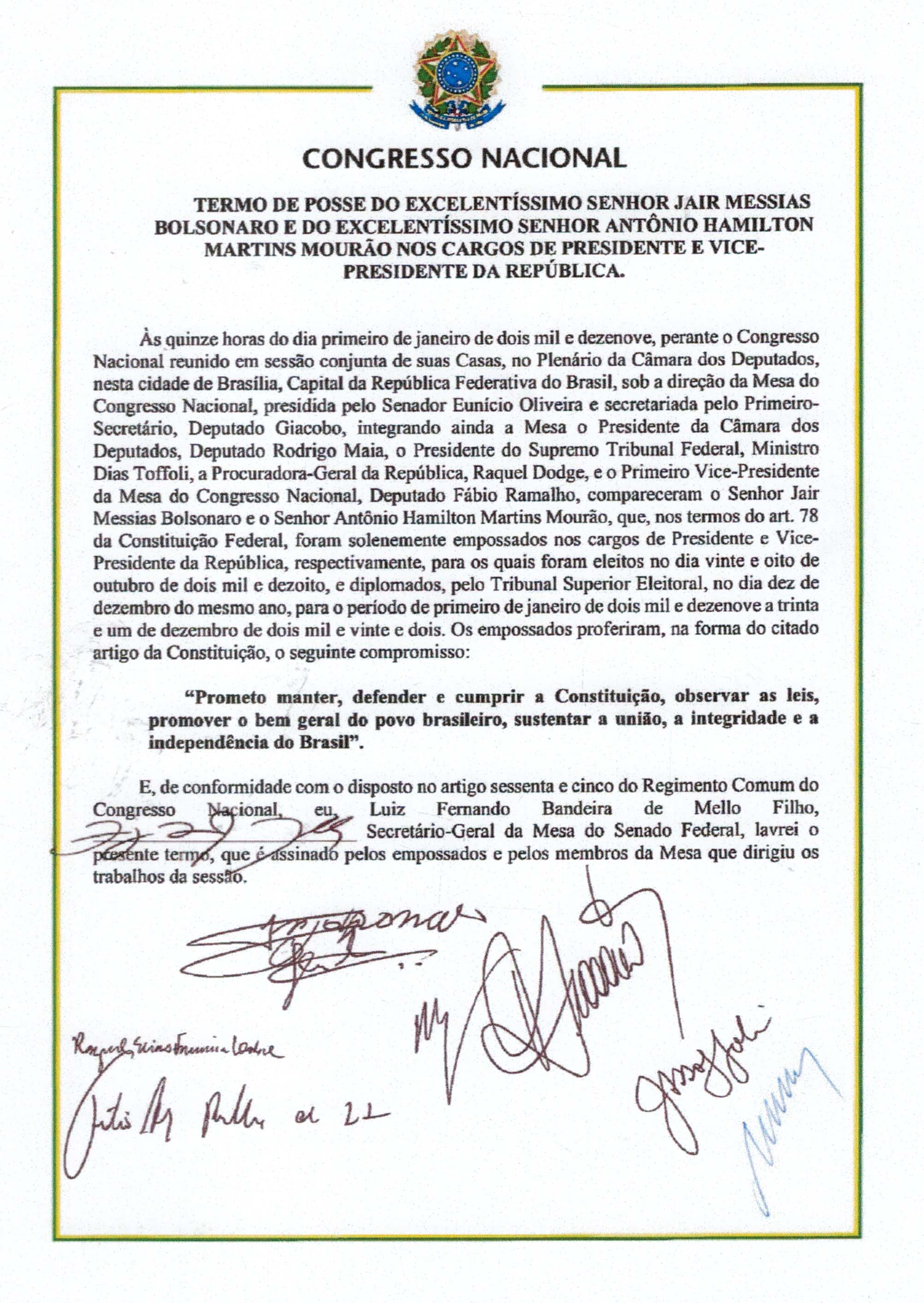
Termo de posse presidencial e vice-presidencial do Brasil (Jair Bolsonaro e Hamilton Mourão) em 1 de janeiro de 2019. Tem as assinaturas dos empossados e do membros da Mesa do Congresso Nacional.

Para a CBS News, "Bolsonaro é o último de vários líderes da extrema-direita em todo o mundo que chegaram ao poder se aproveitando das ondas de raiva contra o ‘establishment’ e prometendo abandonar o status quo". O Corriere della Sera criticou as "pobres referências" aos programas econômicos do novo governo durante o discurso de Bolsonaro, que, segundo a reportagem, "admitiu repetidamente não entender nada" sobre o assunto, delegando todas as questões relativas ao tema ao seu ministro da Economia, Paulo Guedes.
Segundo o Le Figaro, "Jair Bolsonaro assumiu o cargo na terça-feira, abrindo uma era de ruptura com sérias incertezas em relação à mudança para a extrema direita da maior potência da América Latina". Já o jornal espanhol El País, destacando a promessa de "libertar o Brasil da corrupção, criminalidade e submissão ideológica", enfatizou a exibição da aliança de Bolsonaro com o então presidente dos Estados Unidos, Donald Trump.
A referência ao socialismo durante o discurso de posse repercutiu também em âmbito nacional. Em suas redes sociais, o professor, ex-ministro da Educação e ex-prefeito de São Paulo Fernando Haddad, que disputou contra Bolsonaro o segundo turno das eleições de 2018, ironizou Bolsonaro, em relação ao salário mínimo fixado logo no dia 2 de janeiro por ele, afirmando: "Povo começou a se libertar do socialismo: salário mínimo previsto de R$ 1006,00 foi fixado em R$ 998,00. Sem coitadismo. Selva!".
Em entrevista ao El País brasileiro no dia 07 de janeiro, para o jornalista Florestan Fernandes Júnior, o político Ciro Gomes, que ficou em terceiro lugar no primeiro turno das eleições de 2018, afirmou: "O inquietante é que ele falou isso no discurso de posse, que costuma ser projetado para a história. Não era para ser um arroubo de palanque, mas o que ele repete é um arroubo de palanque que parte da premissa da ignorância do povo. Ele supõe que o povo é burro, incapaz de saber o que é socialismo. Ao afirmar isso, esconjura na palavra socialismo todo o ranço conservador, que tem dois planos: conservadorismo de costumes e conservadorismo econômico. É uma tragédia, porque significa que o camarada, ao iniciar o Governo, anuncia que vai permanecer no palanque. Fica dizendo bobagens superficiais e se afirma num antipetismo também superficial."

### Esquema de segurança e restrições à imprensa
O jornal argentino Clarín criticou o forte esquema de segurança montado para a cerimônia, chamando-o de "descomunal".

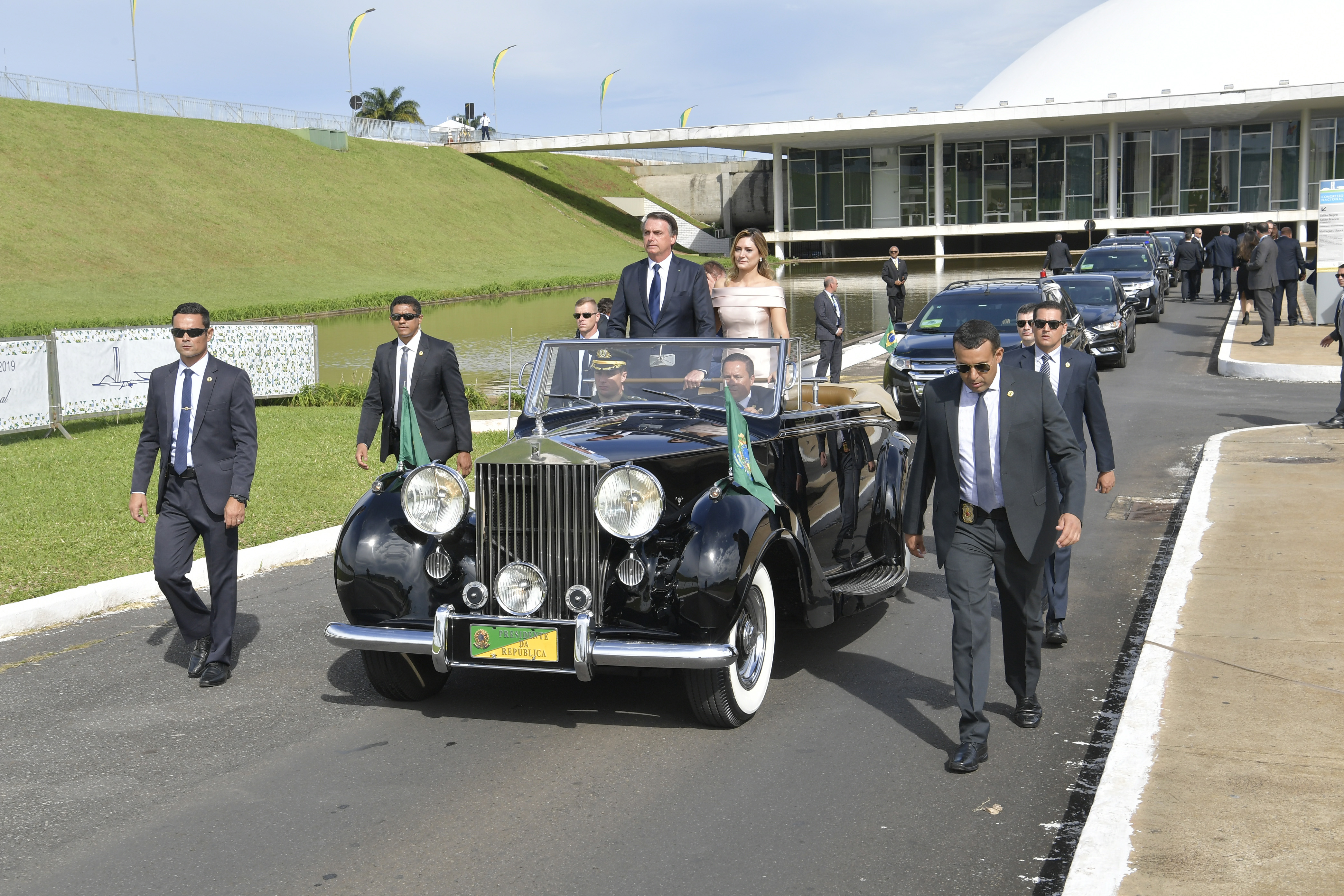
Jair Bolsonaro e Michelle durante desfile em carro aberto entre a Catedral Metropolitana e o Congresso Nacional (Marcos Brandão/Agência Senado).

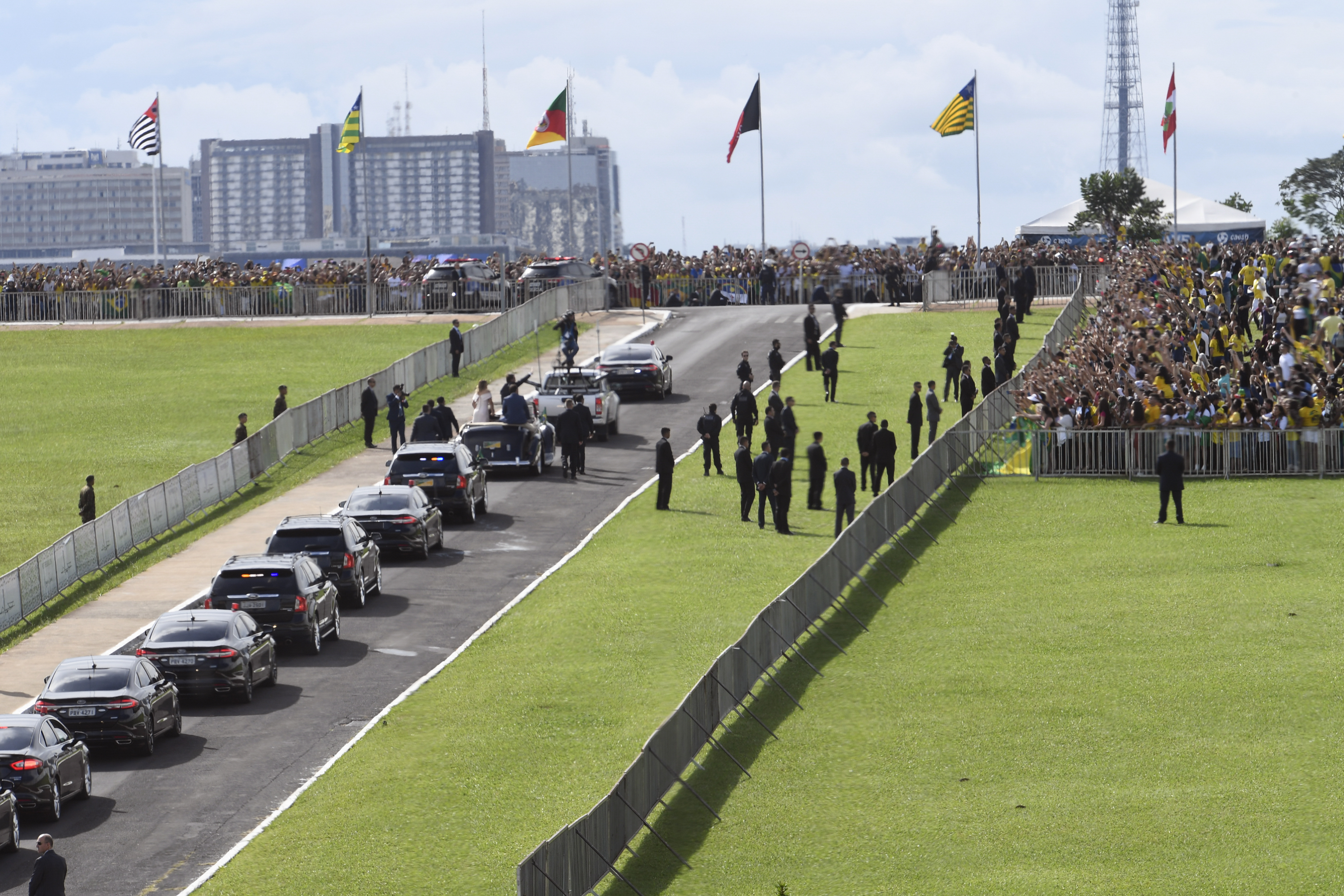
Barreiras de segurança usadas durante a posse.

Restrições à atuação da imprensa no dia da cobertura foram divulgadas e criticadas tanto por jornalistas de diversos meios, nacionais e internacionais, quanto por órgãos como a Associação Brasileira de Jornalismo Investigativo (Abraji). Profissionais afirmaram que não tiveram acesso à água ou ao banheiro, que ficaram confinados durante cerca de 7 horas, desde a chegada até o início do evento, sem liberdade de locomoção, e que foram impossibilitados de entrevistar autoridades durante a cobertura. A distribuição dos tradicionais cafezinhos foi vetada e cadeiras retiradas, fazendo com que os profissionais trabalhassem sentados no chão, assim como os lanches deveriam ser levados em sacos transparentes e maçãs devidamente cortadas, para evitar que fossem atiradas e causassem alguma lesão ao presidente eleito. Além disso, a assessoria do novo governo vetou movimentos que pudessem ser identificados como bruscos, por parte de fotógrafos que costumam levantar suas câmeras, por poderem levar a um sniper (atirador de elite) abater o "alvo".
A jornalista e autora Miriam Leitão, em sua coluna no jornal O Globo, afirmou que, cobrindo posse desde a do general João Figueiredo, o último presidente do período da ditadura militar, "nunca houve nada tão restritivo". Segundo ela, "É claro que a segurança do presidente eleito, Jair Bolsonaro, e dos chefes de Estado que estão entre nós exige a imposição de regras, mas o que está acontecendo com os jornalistas é impensável e inaceitável."
Sob o título "Um dia de cão", em sua coluna no jornal Folha de S.Paulo, a jornalista Mônica Bergamo descreveu o evento como "algo jamais visto depois da redemocratização do país, em que a estreia de um novo governo eleito era sempre uma festa acompanhada de perto, e com quase total liberdade de locomoção, pelos profissionais da imprensa".
Em nota publicada no Twitter, a Associação Brasileira de Jornalismo Investigativo (Abraji) afirmou que "um governo que restringe o trabalho da imprensa ignora a obrigação constitucional de ser transparente. Os brasileiros receberão menos informações sobre a posse presidencial por causa das limitações impostas à circulação de jornalistas em Brasília". "A Abraji protesta contra este tratamento antidemocrático aos profissionais que estão lá para levar ao público o registro histórico deste momento", concluiu a entidade na nota.
Correspondentes estrangeiros também se irritaram e profissionais da China e da França abandonaram a cobertura da posse, reclamando do tratamento dado aos jornalistas, sobretudo ao fato de serem colocados em uma sala sem janelas no subsolo da área de imprensa do Itamaraty com uma única televisão, sem possibilidade de circular livremente e captar imagens da população. Alguns repórteres chamaram a situação de "cárcere privado".
Segundo o Itamaraty, quem quisesse sair não poderia voltar.